# Nicolaus Reimers

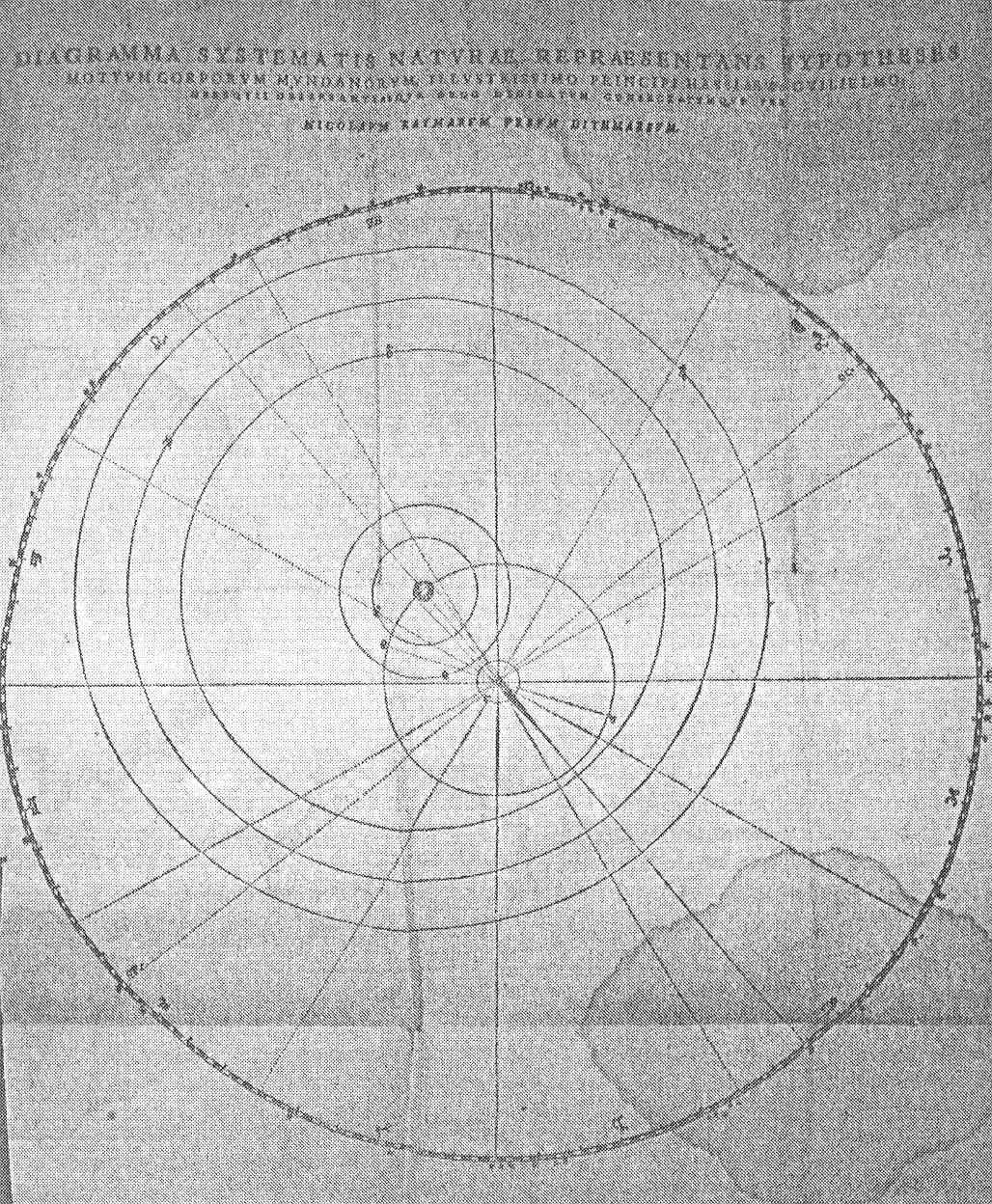
Model układu planetarnego Nicolausa Raimersa (1588)

Nicolaus Reimers (1551-1600) – niemiecki astronom i matematyk, znany również jako Dittmarsus lub Raimarus Ursus.

## Życiorys
W młodości był pasterzem. Mając osiemnaście lat nauczył się czytać i pisać. Dużo czytał, zwłaszcza na temat matematyki i astronomii.
W 1584 odwiedził Tychona Brahego na wyspie Hwen, gdzie przebywał około roku i pogłębił swoje wiadomości z astronomii.
Przez pewien czas wykładał matematykę w Strasburgu, skąd w 1595 przeniósł się do Pragi i został nadwornym matematykiem cesarza Rudolfa II.
W 1585 wystąpił z własnym układem planetarnym, który Tycho Brahe uznał za plagiat. Było to uzasadnione, ponieważ modele budowy świata obu uczonych były do siebie podobne. Różnica polegała jedynie na tym, że Reimers wschody i zachody ciał niebieskich tłumaczył ruchem wirowym Ziemi, a Brahe przypisywał to ruchowi sfery gwiazd stałych. Z tego powodu uczeni wzajemnie się nie cierpieli. Racja co do plagiatu była prawdopodobnie po stronie Tychona Brahego, bo Reimers na wieść o przyjeździe Brahego do Pragi uciekł. Wkrótce potem zmarł.